# Jean Rey (cyclisme)
Pour les articles homonymes, voir Jean Rey et Rey.
Jean Rey, né le 29 mai 1925 à Toulouse et mort le 13 novembre 1950 à Montélimar, est un coureur cycliste français. Professionnel de 1948 à 1950, il a été champion de France sur route en 1949 et vainqueur de Paris-Vimoutiers en 1950. Il meurt lors d'un accident de la circulation avec Jacques Moujica sur la RN7 à Montélimar.

## Palmarès
- 1947
  - 2e de Bourg-Genève-Bourg
- 1949
  -  Champion de France sur route
  - Paris-Vimoutiers
- 1950
  - 2e du Tour de l'Ouest

## Résultats sur le Tour de France
- 1948 : 43e
- 1949 : éliminé à la 10e étape